# Metoponrhis kisilkumensis
Metoponrhis kisilkumensis är en fjärilsart som beskrevs av Hugo Theodor Christoph. Metoponrhis kisilkumensis ingår i släktet Metoponrhis och familjen nattflyn. Inga underarter finns listade i Catalogue of Life.